# Nado sincronizado nos Jogos da Commonwealth de 2010
O nado sincronizado nos Jogos da Commonwealth de 2010 integrou o programa dos esportes aquáticos e foi realizado em Délhi, na Índia, nos dias 6 e 7 de outubro. Dois eventos foram disputados no Complexo Aquático SPM.

## Medalhistas
Feminino
| Evento | Ouro                                              | Prata                                       | Bronze                                      |
| Solo   | Marie-Pier Boudreau Gagnon CAN Canadá             | Jenna Randall ENG Inglaterra                | Lauren Smith SCO Escócia                    |
| Dueto  | Marie-Pier Boudreau Gagnon Chloe Isaac CAN Canadá | Olivia Allison Jenna Randall ENG Inglaterra | Eloise Amberger Sarah Bombell AUS Austrália |

## Quadro de medalhas
Quatro delegações conquistaram medalhas:
| Ordem | País       | Medalha de ouro | Medalha de prata | Medalha de bronze | Total |
| ----- | ---------- | --------------- | ---------------- | ----------------- | ----- |
| 1     | Canadá     | 2               |                  |                   | 2     |
| 2     | Inglaterra |                 | 2                |                   | 2     |
| 3     | Austrália  |                 |                  | 1                 | 1     |
| 4     | Escócia    |                 |                  | 1                 | 1     |
| TOTAL | TOTAL      | 2               | 2                | 2                 | 6     |